# Nova Kahovka
Nova Kahovka (în ucraineană Нова Каховка) este oraș regional situat pe malul de est al fluviului Nipru în regiunea Herson, Ucraina. Este reședința raionului Nova Kahovka. Lângă oraș se află hidrocentrala și barajul lacului de acumulare Kahovka. 

## Demografie
Componența lingvistică a orașului Nova Kahovka
     Ucraineană (53,24%)
     Rusă (45,94%)
     Alte limbi (0,28%)
Conform recensământului din 2001, majoritatea populației orașului Nova Kahovka era vorbitoare de ucraineană (53,24%), existând în minoritate și vorbitori de rusă (45,94%).